# Explicit Lyrics
Pour les articles homonymes, voir Lyrics (homonymie).
Ne doit pas être confondu avec Explicit Lyrics (Parental advisory).
 (février 2018).
Albums de Ophélie Winter
Privacy
(1998) Résurrection
(2009)
Singles
1. Sache
Sortie : Octobre 2002
2. Tout le monde le fait
Sortie : Avril 2003
3. Yeah Yeah Yeah
Sortie : Novembre 2003

Explicit Lyrics est le troisième album de la chanteuse, actrice et mannequin franco-néerlandaise Ophélie Winter, paru en novembre 2002. 
L'album est produit en grande partie par Wayne Beckford et propose un son encore plus R'n'B que sur ses précédents albums, marqué par des collaborations avec Doudou Masta, Sulee B Wax et la chanteuse Wallen.
Le premier single extrait de l'album est Sache, dont le clip est tourné avec la participation de Gérard Depardieu. Ce titre atteint la sixième place du Top 50 et est certifié disque d'argent.
L'album ne dépassera pas la 36e place du Top albums et restera classé pendant 13 semaines, s'écoulant au total à 30 000 exemplaires.

## Liste des titres
Toutes les chansons sont écrites et composées par Ophélie Winter et Wayne Beckford, sauf annotations.
| 1.    | Sache (In Progress) (Interlude)                                                    | 1:13 |
| 2.    | Sache                                                                              | 3:28 |
| 3.    | Yeah Yeah Yeah (feat. Doudou Masta) (Ophélie Winter, Doudou Masta, Wayne Beckford) | 4:41 |
| 4.    | Party Now (feat. Wayne "Tatz" Beckford)                                            | 4:07 |
| 5.    | Definition (Interlude)                                                             | 0:21 |
| 6.    | Tout le monde le fait                                                              | 3:21 |
| 7.    | Appelle moi, Part 1 (Interlude) (feat. Sulee B Wax) (Wallen, Sulee B Wax)          | 2:51 |
| 8.    | Double vie (Wallen, Sulee B Wax)                                                   | 4:49 |
| 9.    | Viens (Winter, Benjamin Deffe, Beckford)                                           | 4:23 |
| 10.   | Vendetta (Pascale Hospital, Beckford)                                              | 4:05 |
| 11.   | Bonnie Parker                                                                      | 4:12 |
| 12.   | Ouvre (Winter, Noam Kaniel, Beckford)                                              | 4:26 |
| 13.   | Quand les larmes (Winter, Guy Waku, Beckford)                                      | 4:36 |
| 14.   | I Believe in You                                                                   | 4:42 |
| 15.   | The Wrap (Interlude)                                                               | 0:56 |
| 16.   | Something (Misty Oldland, Nicolas Neidhardt)                                       | 6:31 |
| 58:40 |                                                                                    |      |